# Cloué

Cloué este o comună în departamentul Vienne, Franța. În 2009 avea o populație de 444 de locuitori.